# Khadadevi
Khadadevi – gaun wikas samiti w środkowej części Nepalu w strefie Dźanakpur w dystrykcie Ramechhap. Według nepalskiego spisu powszechnego z 2001 roku liczył on 757 gospodarstw domowych i 4052 mieszkańców (2097 kobiet i 1955 mężczyzn).